# Dia lectiu
Un dia lectiu o simplement lectiu (del llatí "lectus" participi passiu de "legĕre" 'llegir' i del sufix "iu" 'capacitat per') és aquell dia o període en què hi ha classe en els centres docents. En cas que no hi hagi classe en les escoles s'anomena dia no lectiu.